# Разъезд 102 (Кызылординская область)
Разъезд 102 (каз. рзд.102) — разъезд в Казалинском районе Кызылординской области Казахстана. Входит в состав Майлыбасского сельского округа. Расположен на территории Кармакшинского района. Код КАТО — 434449800.

## Население
В 1999 году население разъезда составляло 10 человек (4 мужчины и 6 женщин). По данным переписи 2009 года, в разъезде проживал 31 человек (18 мужчин и 13 женщин).